# Ptiliogonys cinereus
El capulinero gris o papamoscas sedoso gris (Ptiliogonys cinereus) es una especie de ave paseriforme de la familia Ptiliogonatidae. Es nativo de Guatemala, México y Estados Unidos. Su hábitat consiste de bosque húmedo montano tropical y subtropical y matorrales. No tiene subespecies reconocidas.